# Frédéric Godet

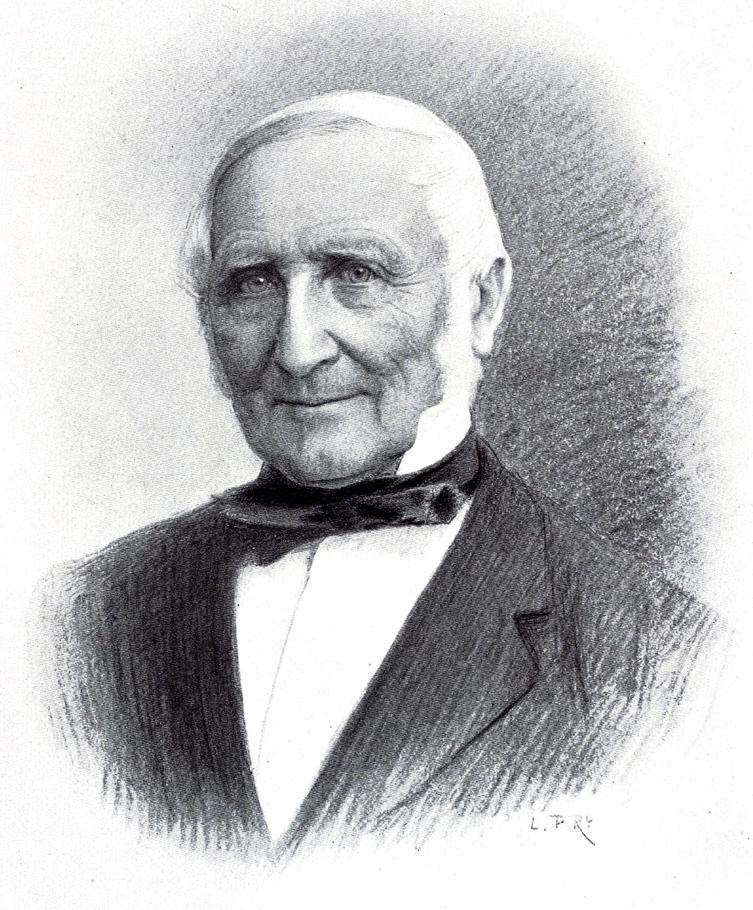
Godet

Frédéric Louis Godet (* 25. Oktober 1812 in Neuenburg; † 29. Oktober 1900 ebenda) war ein Schweizer Theologe.

## Leben
Nach Studien an den Universitäten von Neuenburg, Bonn und Berlin wurde Godet 1836 als reformierter Prediger ordiniert und trat eine Stelle als Hilfspfarrer in Valangin an. Im Jahr 1838 beriefen ihn Prinz Wilhelm von Preußen und Prinzessin Augusta von Preußen zum Hauslehrer ihres Sohnes, des präsumptiven Kronprinzen Friedrich Wilhelm nach Berlin. Von 1844 bis 1850 war er wieder Hilfspfarrer im Val de Ruz, von 1850 bis 1873 Professor für biblische Exegese an der staatlichen Neuenburger Akademie und daneben von 1851 bis 1866 Pfarrer in Neuenburg. 1873 trat er aus der Staatskirche aus, wurde Mitbegründer der Église Indépendante de Neuchâtel und wirkte bis 1887 als Professor an deren theologischer Fakultät. Seine Biografie wurde 1913 von seinem Sohn, dem Literaturhistoriker Philippe Godet herausgegeben.
Godet verfasste einen bekannten Kommentar zum Johannesevangelium und weitere Kommentare zum Lukasevangelium, zum Römerbrief und zu den Korintherbriefen. Für sein wissenschaftliches Werk erhielt er die Ehrendoktorwürde der Universitäten von Basel und Edinburgh.
Zu seinen Söhnen gehörten unter anderem der Geistliche und Hochschullehrer Georges Edouard Godet sowie der Schriftsteller Philippe Godet.

## Werke
- Histoire de la Réformation et du Refuge dans le Pays de Neuchâtel, 1859 (Online-Ressource)
- Commentaires sur l’Evangile de saint Jean, 2 Bände 1863/65
- Conférences apologétiques, 1869
- Commentaires sur l’Evangile de saint Luc, 2 Bände 1871
- Études bibliques, 1873/74
- Commentaires sur les épîtres aux Romains, 2 Bände 1879/80
- Commentaires sur les épîtres aux Corinthiens, 2 Bände 1886/87
- Introduction au Nouveau Testament, 1893